# Rolling Stone Russia
Rolling Stone Russia — русская версия американского журнала о музыке и популярной культуре Rolling Stone. До 2007 был изданием о рок-музыке, с 2007 года — о развлечениях и стиле жизни. Журнал издавался в России с июня 2004 года по декабрь 2013-го и с 2014 по 2017 годы.

## История

### 2004—2007: музыкальный журнал
Российская версия Rolling Stone была создана в 2004 году издательским домом «СПН-Медиа» по лицензии Wenner Media. До этого переговоры с правообладателями вели другие российские издатели — Gameland и «Афиша», но отказались от выпуска русской версии журнала, не веря в перспективы проекта. В итоге инициатором создания русской версии стал директор этого ИД Валерий Шилков, которому очень нравилась англоязычная версия. Лицензия досталась издательству бесплатно, вместо оплаты Wenner Media получили долю с дохода издания. Контент журнала изначально состоял наполовину из русских, наполовину из переведённых материалов. Тираж первых номеров составил 40-50 тысяч экземпляров.
Первым главным редактором журнала в 2004—2007 годы был Сергей Ефременко. При нём журнал придерживался первоначальной концепции и писал в основном о рок-музыке (хотя в западном Rolling Stone к тому времени публиковались и «лайфстайловые» материалы). В число постоянных авторов входил музыкальный критик Артемий Троицкий. Однако рекламодатели оказались не заинтересованы в таком журнале, что привело его к финансовым проблемам.

### 2007—2013: смена тематики
В 2007 году владельцы журнала решили расширить его тематику, сделать «лайфстайловым» и освещать также поп-музыку, прочую культуру и политические события. Вместо музыкантов на обложках Rolling Stone Russia начали появляться киноактёры, персонажи мультфильмов и деятели поп-культуры.
В связи с этим произошла смена редакции: Ефременко покинул пост главного редактора, его занял Глеб Тарабутин (в прошлом редактор иностранного контента журнала). Главными конкурентами обновлённого журнала новый главред назвал журналы «Афиша» и Esquire. За счёт смены профиля количество рекламных контрактов журнала выросло вдвое, а аудитория — на 11 тысяч человек. В 2008 году Тарабутина, в свою очередь, сменил Александр Кондуков, который в итоге и руководил журналом большую часть его истории.
В 2010 году интервью певца Николая Баскова, данное Rolling Stone Russia, вызвало скандал в прессе. Певец, будучи в нетрезвом состоянии, допустил в интервью резкие высказывания в адрес Галины Вишневской и своего бывшего продюсера и вынужден был позже извиняться.

### С 2013: закрытие, возрождение и снова закрытие
В 2013 году журнал был закрыт из-за финансовых проблем, основной причиной которых главный редактор Александр Кондуков назвал запреты на рекламу табака и алкоголя. Однако уже в 2014 году было объявлено о возрождении издания. В 2017 году новым издателем журнала стало ООО «Мотор-Медиа».
В 2018 году проект был снова приостановлен. Бумажные выпуски прекратили выходить с весны 2017 года, а с декабря 2017 перестали обновляться аккаунты издания в соцсетях. В начале 2018 сайт Rolling Stone стал недоступен. По словам шеф-редактора Евгения Мяленкова, это временно и связано со сменой владельца. Сайт оставался неактивен на протяжении двух лет, а с марта 2020 года закрыт, домен продан и служит перенаправлением на сайт, не связанный с журналом.